# Skowronów (powiat raciborski)
Skowronów – osada w Polsce położona w województwie śląskim, w powiecie raciborskim, w gminie Pietrowice Wielkie.
W latach 1975–1998 miejscowość administracyjnie należała do województwa katowickiego.